# Kyunghee Kim-Sutre
Kyunghee Kim-Sutre est une harpiste franco-coréenne née à Seoul,  Corée du Sud.

## Discographie
- 1995 : Jan Ladislav Dussek: Sonatas for Harp and Fortepiano by Kyunghee Kim-Sutre and Laure Colladant (Mandala, 1995, MAN4854)
- 2013 : Jan Ladislav & Sophia Dussek: Harp sonatas by Kyunghee Kim-Sutre (Sonarti records, 2013, RT01)
- 2015 : Joseph Wölfl: The Paris Years (1801-1805), Guillaume Sutre,  Steven Vanhauwaert (Sonarti records, 2015, RT02)
- 2016 : Rodolphe Kreutzer & Nicolas-Charles Bochsa: 6 Nocturnes Concertants Op.59, Duo Sutre-Kim (Sonarti records, 2016, RT04)
- 2017 : Parfums d’Amour, 25th Anniversary of the Duo Sutre-Kim, Duo Sutre-Kim (Sonarti records, 2017, RT05)
- 2018 : La Harpe consolatrice, Les Musiciens et la Grande Guerre Volume 31 (Hortus, 2018, 731)
- 2019 : Sophia Dussek: Airs Favoris arrangés pour la Harpe (Hortus, 2019, 178)

## Ensembles
- 1991 -          : Duo Sutre-Kim, Violon et Harpe

## Enseignement
- Depuis 2019 : Tianjin Juilliard School, Professeur de harpe et de musique de chambre

## Instruments
- Harpe de Lyon & Healy, Style 11 Gold
- Harpe de Sébastien Érard, modèle Gothic